# Gurlitt-gyűjtemény
A Gurlitt-gyűjtemény több mint 1400 festményből áll; a kollekciót a német Hildebrand Gurlitt művészettörténész gyűjtötte össze az 1930-1940-es években. A férfi a nácik megbízásából szedte össze az elfajzottnak ítélt festményeket, közülük sokat külföldön értékesített. A pénz a nácik kasszájába került. 1956-os halála után műkereskedő fia, Cornelius Gurlitt kezelésébe került a gyűjtemény. A német hatóságok 2012-ben lefoglalták a kollekciót, amelynek létéről a szélesebb nyilvánosság csak 2013. november 5-én szerzett tudomást.

## A gyűjtemény keletkezése

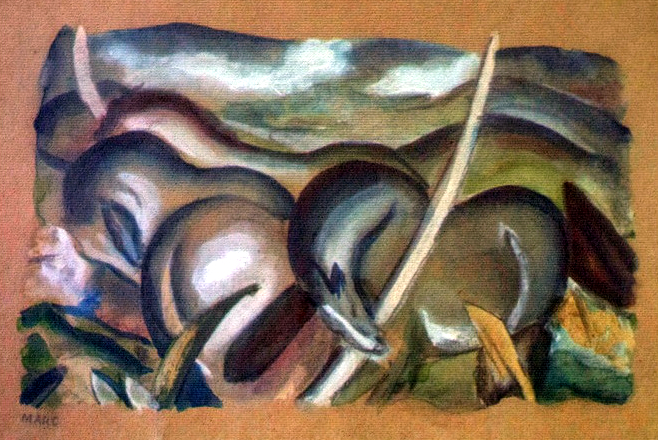
Franz Marc lovakat ábrázoló képe a gyűjteményből

Hildebrand Gurlitt művészettörténészt a nácik bízták meg, hogy az elfajzottnak ítélt festményeket összegyűjtse. Az alkotások külföldi értékesítéséből az állam devizához jutott. A német múzeumok egy része önként szolgáltatta be az elfajzott alkotásokat. A gyűjtemények megtisztításának jogi alapja egy 1938-ban elfogadott törvény lett, amely visszamenőleges hatállyal is legalizálta a múzeumi gyűjtemények megcsonkítását. Ezt a jogszabályt a második világháború után nem helyezték hatályon kívül. A műgyűjtő több képet magának vett meg, és az ellenértéküket befizette a propagandaminisztérium kasszájába. Így a képek egy része szabályosan került a tulajdonába.
Korabeli szerződések szerint Hildebrand Gurlitt 1940-41-ben 315 képet vett meg az államtól. 1940-ben négyezer svájci frankot fizetett 200 képért, köztük Marc Chagall Séta, Pablo Picasso Parasztcsalád és Emil Nolde A hamburgi kikötő című művéért. Szintén olcsón jutott hozzá 1941-ben további 115 képhez. Ezek a képek nem zsidó tulajdonosoktól, hanem állami, tartományi vagy önkormányzati fenntartású múzeumból származtak. A gyűjtemény jelentős, 181 képből álló részének viszont egy zsidó műgyűjtő volt a tulajdonosa, aki külföldre menekült a nácik elől.
A kereskedő a háború után azt állította, hogy az el nem adott festményeket drezdai lakásában tárolta, de a város bombázása alatt megsemmisültek. A Süddeutsche Zeitung azt írta, hogy az amerikaiak lefoglaltak több mint száz képet a gyűjtőtől, de Gurlitt végül két kép kivételével mindegyiket visszakapta. A gyűjteményt 1956-ban, apja halála után Cornelius Gurlitt műkereskedő örökölte meg. Német újsághírek szerint a férfi időnként elutazott Svájcba, és értékesítette titkos gyűjteményének egy-egy darabját. 1956-ban a képek közül 23-at kölcsönadott egy New York-i és egy San Franciscó-i kiállításra, ami azt mutatja, hogy a gyűjtemény egyáltalán nem volt „titkos”, a német és az amerikai kormányzat számára.

## A kollekció
A gyűjteményben nemcsak a náci korszakban elfajzottnak bélyegzett klasszikus modern alkotások vannak, hanem jóval idősebb műveket is, köztük számos 19. századi festmény. A legkorábbi alkotás 16. századi. A gyűjteményben található Marc Chagall és Otto Dix egy-egy ismeretlen festménye, valamint egy Canaletto-rézkarc és egy Henri Matisse-kép, amely nem szerepel az alkotók műveinek jegyzékében. A gyűjteményben Franz Marc, Toulouse-Lautrec-, Pablo Picasso-, Pierre-Auguste Renoir-, Oskar Kokoschka- és Gustave Courbet-alkotások is vannak.

## Adócsalási vád

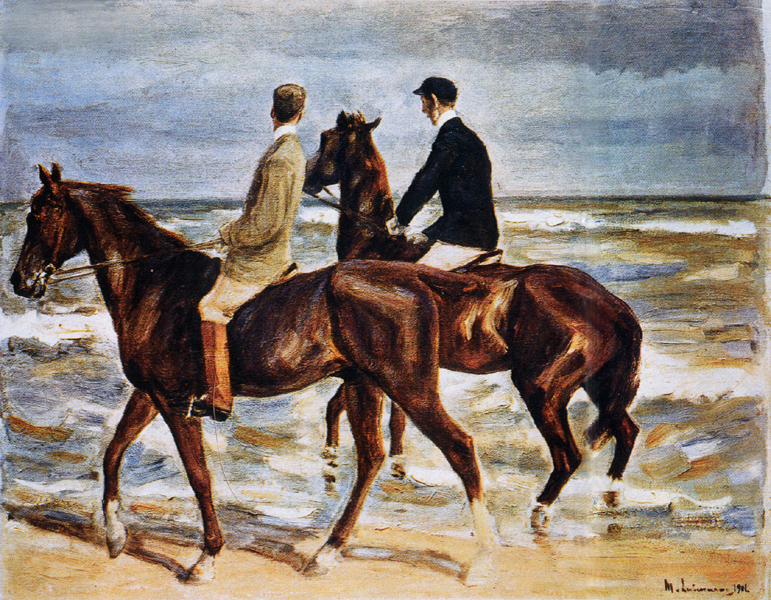
Max Liebermann: Két lovas a parton

Cornelius Gurlittot 2010 szeptemberében egy Zürichből Münchenbe tartó vonaton ellenőrizték a pénzügyőrök, majd adócsalás gyanúja miatt eljárás indult ellene. Gurlitt müncheni lakását 2012. február 28-án kutatták át, ekkor 1406 képet - 121 bekeretezett és 1285 keret nélküli alkotást - találtak. A jó állapotú képeket szakszerűen tárolta a műkereskedő. A kollekciót három nap alatt szállították el a lakásból egy titkos raktárba a hatóságok.
Az osztrák állami tévé 2014. március 26-án jelentette, hogy a hatóságok Gurlitt salzburgi házában 53, majd újabb 180 műalkotást találtak, köztük egy Claude Monet-festményt, amelyről eddig azt gondolták a szakértők, hogy elveszett. Becsült értéke tízmillió euró. A festmények között találtak alkotásokat Édouard Manet-tól, Auguste Rodintől és Pablo Picassótól. A szakértők szerint a salzburgi képeket nem a nácik kobozták el eredeti tulajdonosaiktól.

## A tulajdonosok keresése
Az augsburgi ügyészség, nemzetközi nyomásra, 2013. november 12-én 25 festmény, grafika és nyomat képét tette fel az internetre. Közülük 13-nak már az első napon tisztázódott az eredete: tulajdonosuk a néhai Salo Glaser zsidó származású drezdai ügyvéd volt. Örökösei jelezték, igény tartanak a művekre. Két nappal később jelent meg Cornelius Gurlitt nyilatkozata a Der Spiegelben. A műgyűjtő azt mondta, hogy apja jogszerűen jutott a képekhez, ezért nem akar megválni az egymilliárd euró értékűre becsült gyűjtemény egyik darabjától sem. Közölte: elküldte az augsburgi ügyészségnek a gyűjtemény jogi helyzetét tisztázó dokumentumokat. A lefoglalt gyűjteményt egy szakértői bizottság vizsgálja. 2013 februárig a testület megállapította: 458 műtárgyról feltételezhető, hogy a nácik elrabolták jogos tulajdonosuktól, 300 kép viszont a Gurlitt család tulajdona. Ezeket a műkereskedő visszakapja.

## Megállapodás
A berni szépművészeti múzeum (Kunstmuseum), a német szövetségi kormány és Bajorország 2014. november 24-én Berlinben megállapodást írt alá, amely szerint végrehajtják a gyűjtő fia, Cornelius Gurlitt végakaratát, és azokat a műalkotásokat, amelyek minden kétséget kizáróan jogosan kerültek a Gurlitt-család birtokába, a svájci intézményben helyezik el.